# Les Francs-tireurs
Les Francs-tireurs est une émission de télévision québécoise d'actualité en 581 épisodes de 22 minutes diffusée entre le 8 septembre 1998 et le 9 décembre 2020 à Télé-Québec.
Traitant la plupart du temps de dossiers controversés, elle est reconnue pour son traitement quelque peu humoristique et incisif. Elle est au départ animée par les chroniqueurs Benoît Dutrizac, Richard Martineau et Laurent Saulnier. Ce dernier, ancien rédacteur à l'hebdomadaire Voir, quitte après deux saisons et le concept est adapté pour deux animateurs. Dutrizac est congédié en 2005 après avoir publiquement critiqué la direction de Télé-Québec à l'émission Tout le monde en parle. Le journaliste Patrick Lagacé le remplace pendant huit ans, avant de quitter en 2013 pour une nouvelle émission coanimée avec l'animateur de radio Jean-Philippe Wauthier. Dutrizac vient alors reprendre sa place, en 2013.
L'émission s'arrêtera après la saison automnale de 2020, retirée de la programmation par la nouvelle direction de Télé-Québec.